# Buskärsfjärden
Buskärsfjärden är en fjärd i Brändö kommun i Åland (Finland). Den gränsar till Skiftet i öster och söder samt till Lappo och Asterholma i norr. I väster avgränsas den från Lappvesi av skären Ljungskär, Degerbrok och Långbrok.